# San Francisco Chronicle

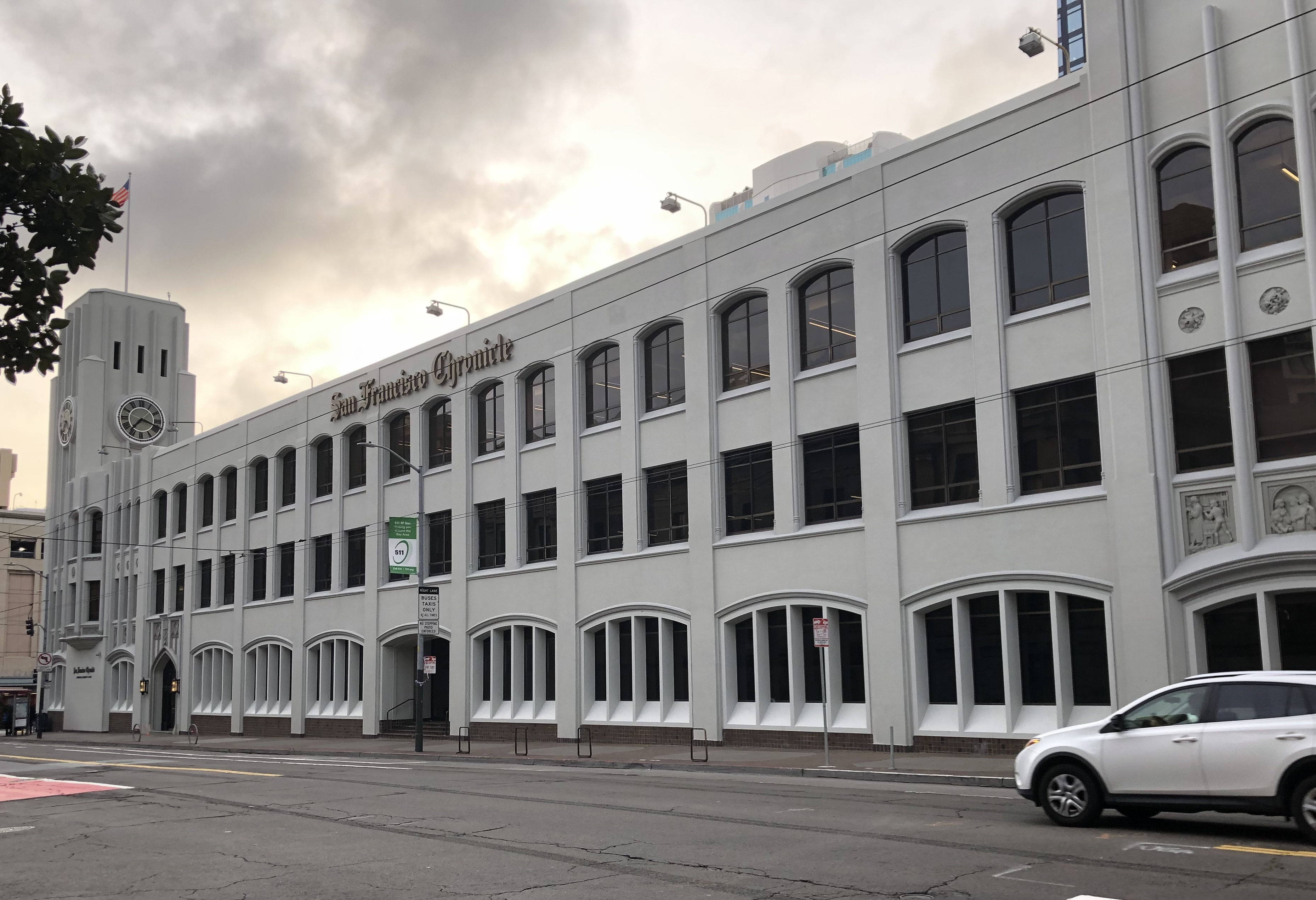
Gebäude des San Francisco Chronicle, 2023

Die Zeitung San Francisco Chronicle wurde 1865 als The Daily Dramatic Chronicle von den Brüdern Charles de Young und Michael H. de Young gegründet. Die Auflage der Zeitung wuchs analog zur Stadtgröße San Franciscos stetig und ist seit 1880 Nordkaliforniens auflagenstärkste Zeitung. Die Zeitung wird im Wesentlichen in der San Francisco Bay Area gelesen, obwohl sie in ganz Nordkalifornien angeboten wird. Die Auflage beträgt zurzeit ca. 170.084 Exemplare pro Tag und 220.061 Exemplare der Sonntagsausgabe. Die Zeitung hat diverse Pulitzer-Preise gewonnen.
Die Zeitung betreibt zwei Websites: SFGate mit aktuellen, typischen Internet-Neuigkeiten und sfchronicle, das mehr die Nachrichten des Printmediums wiedergibt.

## Geschichte
Zwischen dem Zweiten Weltkrieg und 1965 wuchs die Auflage dank neuer Kolumnisten wie Pauline Phillips oder Herb Caen an, sodass die Zeitung ihren größten Konkurrenten, den San Francisco Examiner, überholen konnte. Diese Tradition setzte sich fort, so schrieben in den 1970er Jahren unter anderem Rolling-Stone-Gründungsmitglied Ralph J. Gleason und Schriftsteller Armistead Maupin regelmäßig für den Chronicle.
Seit 1981 arbeitete für den San Francisco Chronicle auch Randy Shilts. Shilts gilt als der erste offen homosexuelle Journalist der amerikanischen Mainstream-Presse, der über schwule Themen schrieb.
Die De-Young-Familie kontrollierte über die Chronicle Publishing Company die Zeitung noch bis zum 27. Juli 2000, als die Zeitung für 660 Millionen Dollar an Hearst Communications, Inc. verkauft wurde.
Für 2008 wies die Zeitung einen Verlust von 50 Millionen US-Dollar aus und stand im Februar 2009 kurz vor dem Untergang. Der Eigentümer rief daraufhin die Gewerkschaften auf, an einer Sanierung mitzuwirken. Zu dieser Zeit hatte die Zeitung 1.500 Mitarbeiter, davon 275 Redakteure.